# Задача о кратчайшем пути
Зада́ча о кратча́йшем пути́ — задача поиска самого короткого пути (цепи) между двумя точками (вершинами) на графе, в которой минимизируется сумма весов рёбер, составляющих путь.
Задача о кратчайшем пути является одной из важнейших классических задач теории графов. Сегодня известно множество алгоритмов для её решения.
У данной задачи существуют и другие названия: задача о минимальном пути или, в устаревшем варианте, задача о дилижансе.
Значимость данной задачи определяется её различными практическими применениями. Например, в GPS-навигаторах осуществляется поиск кратчайшего пути между точкой отправления и точкой назначения. В качестве вершин выступают перекрёстки, а дороги являются рёбрами, которые лежат между ними. Если сумма длин дорог между перекрёстками минимальна, тогда найденный путь самый короткий.

## Определение
Задача поиска кратчайшего пути на графе может быть определена для неориентированного, ориентированного или смешанного графа. Далее будет рассмотрена постановка задачи в самом простом виде для неориентированного графа. Для смешанного и ориентированного графа дополнительно должны учитываться направления ребер.
Граф представляет собой совокупность непустого множества вершин и рёбер (наборов пар вершин). Две вершины на графе смежны, если они соединяются общим ребром. Путь в неориентированном графе представляет собой последовательность вершин {\displaystyle P=(v_{1},v_{2},\ldots ,v_{n})\in V\times V\times \ldots \times V}, таких что {\displaystyle v_{i}} смежна с {\displaystyle v_{i+1}} для {\displaystyle 1\leq i<n}. Такой путь {\displaystyle P} называется путём длиной {\displaystyle n} из вершины {\displaystyle v_{1}} в {\displaystyle v_{n}} ({\displaystyle i} указывает на номер вершины пути и не имеет никакого отношения к нумерации вершин на графе).
Пусть {\displaystyle e_{i,j}} — ребро соединяющее две вершины: {\displaystyle v_{i}} и {\displaystyle v_{j}}. Дана весовая функция {\displaystyle f:E\rightarrow \mathbb {R} }, которая отображает ребра на их веса, значения которых выражаются действительными числами, и неориентированный граф {\displaystyle G}. Тогда кратчайшим путём из вершины {\displaystyle v} в вершину {\displaystyle v'} будет называться путь {\displaystyle P=(v_{1},v_{2},\ldots ,v_{n})} (где {\displaystyle v_{1}=v} и {\displaystyle v_{n}=v'}), который имеет минимальное значение суммы {\displaystyle \sum _{i=1}^{n-1}f(e_{i,i+1}).} Если все ребра в графе имеют единичный вес, то задача сводится к определению наименьшего количества обходимых ребер.
Существуют различные постановки задачи о кратчайшем пути:
- Задача о кратчайшем пути в заданный пункт назначения. Требуется найти кратчайший путь в заданную вершину назначения t, который начинается в каждой из вершин графа (кроме t). Поменяв направление каждого принадлежащего графу ребра, эту задачу можно свести к задаче о единой исходной вершине (в которой осуществляется поиск кратчайшего пути из заданной вершины во все остальные).
- Задача о кратчайшем пути между заданной парой вершин. Требуется найти кратчайший путь из заданной вершины u в заданную вершину v.
- Задача о кратчайшем пути между всеми парами вершин. Требуется найти кратчайший путь из каждой вершины u в каждую вершину v. Эту задачу тоже можно решить с помощью алгоритма, предназначенного для решения задачи об одной исходной вершине, однако обычно она решается быстрее.

В различных постановках задачи, роль длины ребра могут играть не только сами длины, но и время, стоимость, расходы, объём затрачиваемых ресурсов (материальных, финансовых, топливно-энергетических и т. п.) или другие характеристики, связанные с прохождением каждого ребра. Таким образом, задача находит практическое применение в большом количестве областей (информатика, экономика, география и др.).

## Задача о кратчайшем пути с учётом дополнительных ограничений
Задача о кратчайшем пути очень часто встречается в ситуации, когда необходимо учитывать дополнительные ограничения. Наличие их может значительно повысить сложность задачи. Примеры таких задач:
1. Кратчайший путь, проходящий через заданное множество вершин. Можно рассматривать два ограничения: кратчайший путь должен проходить через выделенное множество вершин, и кратчайший путь должен содержать как можно меньше невыделенных вершин. Первое из них хорошо известна в теории исследования операций[2].
2. Минимальное покрытие вершин ориентированного графа путями. Осуществляется поиск минимального по числу путей покрытия графа, а именно подмножества всех s-t путей, таких что, каждая вершина ориентированного графа принадлежит хотя бы одному такому пути[3].
3. Задача о требуемых путях. Требуется найти минимальное по мощности множество s-t путей {\displaystyle P={p_{1},\dots ,p_{m}}} такое, что для любого {\displaystyle t_{i}\in R} найдется путь {\displaystyle p_{j}\in P}, накрывающий его. {\displaystyle R={t_{1},\dots ,t_{k}}} — множество некоторых путей в ориентированном графе G[4].
4. Минимальное покрытие дуг ориентированного графа путями. Задача состоит в отыскании минимального по числу путей подмножества всех путей, такого, что каждая дуга принадлежит хотя бы одному такому пути. При этом возможно дополнительное требование о том, чтобы все пути исходили из одной вершины[5].

## Алгоритмы
В связи с тем, что существует множество различных постановок данной задачи, есть
наиболее популярные алгоритмы для решения задачи поиска кратчайшего пути на графе:
- Алгоритм Дейкстры находит кратчайший путь от одной из вершин графа до всех остальных. Алгоритм работает только для графов без рёбер отрицательного веса[6].
- Алгоритм Беллмана — Форда находит кратчайшие пути от одной вершины графа до всех остальных во взвешенном графе. Вес рёбер может быть отрицательным.
- Алгоритм поиска A* находит маршрут с наименьшей стоимостью от одной вершины (начальной) к другой (целевой, конечной), используя алгоритм поиска по первому наилучшему совпадению на графе.
- Алгоритм Флойда — Уоршелла находит кратчайшие пути между всеми вершинами взвешенного ориентированного графа[6].
- Алгоритм Джонсона находит кратчайшие пути между всеми парами вершин взвешенного ориентированного графа.
- Алгоритм Ли (волновой алгоритм) основан на методе поиска в ширину. Находит путь между вершинами s и t графа (s не совпадает с t), содержащий минимальное количество промежуточных вершин (рёбер). Основное применение — трассировки электрических соединений на кристаллах микросхем и на печатных платах. Также используется для поиска кратчайшего расстояния на карте в стратегических играх.
- Поиск кратчайшего пути на основе алгоритма Килдала[7].

В работе (Черкасский и др., 1993) представлено ещё несколько алгоритмов для решения этой задачи.

## Задача поиска кратчайшего пути из одной вершины во все остальные
В такой постановке задачи осуществляется поиск кратчайшего пути из вершины v во все остальные вершины на графе.

### Невзвешенный ориентированный граф
| Алгоритм       | Сложность | Автор |
| -------------- | --------- | ----- |
| Поиск в ширину | O(V+E)    |       |

### Ориентированный граф с неотрицательными весами
| Алгоритм                                              | Сложность        | Автор                                                                              |
| ----------------------------------------------------- | ---------------- | ---------------------------------------------------------------------------------- |
| -                                                     | O(V2EL)          | Форд 1956                                                                          |
| Алгоритм Беллмана — Форда                             | O(VE)            | Беллман 1958, Мур 1957                                                             |
| -                                                     | O(V2 log V)      | Данциг 1958, Данциг 1960, Minty (cf. Pollack&Wiebenson 1960), Whiting&Hillier 1960 |
| Алгоритм Дейкстры со списком.                         | O(V2)            | Leyzorek et al. 1957, Дейкстра 1959                                                |
| Алгоритм Дейкстры с модифицированной двоичной кучей   | O((E + V) log V) | -                                                                                  |
| . . .                                                 | . . .            | . . .                                                                              |
| Алгоритм Дейкстры с использованием фибоначчиевой кучи | O(E + V log V)   | Фридман&Тарьян 1984, Фридман&Тарьян 1987                                           |
| -                                                     | O(E log log L)   | Джонсон 1982, Карлссон&Поблете 1983                                                |
| Алгоритм Габова                                       | O(E logE/V L)    | Габов 1983, Габов 1985                                                             |
| -                                                     | O(E + V√log L)   | Ахуджа et al. 1990                                                                 |

### Ориентированный граф с произвольными весами
| Алгоритм                  | Сложность | Автор        |
| ------------------------- | --------- | ------------ |
| Алгоритм Беллмана — Форда | O(VE)     | Беллман, Мур |
| Алгоритм Левита           | O(VE)     |              |

## Задача о кратчайшем пути между всеми парами вершин
Задача о кратчайшем пути между всеми парами вершин для невзвешенного ориентированного графа была поставлена Симбелом в 1953 году, который обнаружил, что она может быть решена за линейное количество манипуляций (умножения) с матрицей. Сложность такого алгоритма O(V4).
Так же для решения данной задачи существуют другие более быстрые алгоритмы, такие как Алгоритм Флойда — Уоршелла со сложностью O(V3), и
Алгоритм Джонсона (является комбинацией алгоритмов Бэллмана-Форда и Дейкстры) со сложностью O(VE + V2 log V).

## Применение
Задача о поиске кратчайшего пути на графе может быть интерпретирована по-разному и применяться в различных областях. Далее приведены примеры различных применений задачи. Другие применения изучаются в дисциплине, которая занимается исследованием операций.

### Картографические сервисы
Алгоритмы нахождения кратчайшего пути на графе применяются для нахождения путей между физическими объектами на таких картографических сервисах, как карты Google или OpenStreetMap. В обучающем видео от Google можно узнать различные эффективные алгоритмы, которые применяются в данной сфере.

### Недетерминированная машина
Если представить недетерминированную абстрактную машину как граф, где вершины описывают состояния, а ребра определяют возможные переходы, тогда алгоритмы поиска кратчайшего пути могут быть применены для поиска оптимальной последовательности решений для достижения главной цели. Например, если вершинами являются состояния Кубика Рубика, а ребром представляет собой одно действие над кубиком, тогда алгоритм может быть применён для поиска решения с минимальным количеством ходов.

### Сети дорог
Задача поиска кратчайшего пути на графе широко используется при определении наименьшего расстояния в сети дорог.
Сеть дорог можно представить в виде графа с положительными весами. Вершины являются дорожными развязками, а ребра дорогами, которые их соединяют. Веса рёбер могут соответствовать протяжённости данного участка, времени необходимому для его преодоления или стоимости путешествия по нему. Ориентированные ребра можно использовать для представления односторонних улиц. В таком графе можно ввести характеристику, которая указывает на то, что одни дороги важнее других для длительных путешествий (например автомагистрали). Она была формализована в понятии (идее) о магистралях.
Для реализации подхода, где одни дороги важнее других, существует множество алгоритмов. Они решают задачу поиска кратчайшего пути намного быстрее, чем аналогичные на обычных графах.
Подобные алгоритмы состоят из двух этапов:
1. этап предобработки. Производится предварительная обработка графа без учёта начальной и конечной вершины (может длиться до нескольких дней, если работать с реальными данными). Обычно выполняется один раз и потом используются полученные данные.
2. этап запроса. Осуществляется запрос и поиск кратчайшего пути, при этом известны начальная и конечная вершина.

Самый быстрый алгоритм может решить данную задачу на дорогах Европы или Америки за доли микросекунды.
Другие подходы (техники), которые применяются в данной сфере:
- ALT
- Arc Flags
- Contraction hierarchies
- Transit Node Routing
- Reach based Pruning
- Labeling

## Похожие задачи
Существуют задачи, которые похожи на задачу поиска кратчайшего пути на графе.
- Поиск кратчайшего пути в вычислительной геометрии (см. евклидов кратчайший путь).
- Задача коммивояжёра. Требуется найти кратчайший маршрут, проходящий через указанные города (вершины) хотя бы по одному разу с последующим возвратом в исходный город. Данная задача относится к классу NP-трудных задач в отличие от задачи поиска кратчайшего пути, которая может быть решена за полиномиальное время в графах без циклов. Задача коммивояжёра решается неэффективно для больших наборов данных.
- Задача канадского путешественника и задача стохастического поиска кратчайшего пути являются обобщением рассматриваемой задачи, в которых обходимый граф заранее полностью неизвестен и изменяется во времени или следующий проход по графу вычисляется на основе вероятностей.
- Задача поиска кратчайшего пути, когда в графе происходят преобразования. Например, изменяется вес ребра или удаляется вершина[20].

## Постановка задачи линейного программирования
Пусть дан направленный граф (V, A), где V — множество вершин и A — множество рёбер, с начальной вершиной обхода s, конечной t и весами wij для каждого ребра (i, j) в A. Вес каждого ребра соответствует переменной программы xij.
Тогда задача ставится следующим образом: найти минимум функции {\displaystyle F=\sum _{ij\in A}w_{ij}x_{ij}}, где {\displaystyle x_{ij}\geq 0}, при условии что для всех i и j выполняется следующее неравенство: {\displaystyle \sum _{j}x_{ij}-\sum _{j}x_{ji}={\begin{cases}1,&{\text{if }}i=s;\\-1,&{\text{if }}i=t;\\0,&{\text{ otherwise.}}\end{cases}}}